# Аїналоа (Гаваї)
Аїналоа (англ. Ainaloa) — переписна місцевість (CDP) в США, в окрузі Гаваї штату Гаваї. Населення — 3609 осіб (2020).

## Географія
Аїналоа розташована за координатами 19°31′17″ пн. ш. 154°59′40″ зх. д. / 19.52139° пн. ш. 154.99444° зх. д. (19.521455, -154.994389).  За даними Бюро перепису населення США в 2010 році переписна місцевість мала площу 5,11 км², уся площа — суходіл.

## Демографія
Згідно з переписом 2010 року, у переписній місцевості мешкало 2965 осіб у 1005 домогосподарствах у складі 708 родин. Густота населення становила 580 осіб/км².  Було 1165 помешкань (228/км²).
Расовий склад населення:
| - 28,8 % — білих - 14,7 % — вихідців з тихоокеанських островів - 14,4 % — азіатів - 0,6 % — чорних або афроамериканців - 0,5 % — корінних американців - 1,1 % — осіб інших рас |

До двох чи більше рас належало 39,8 %. Частка іспаномовних становила 19,0 % від усіх жителів.
За віковим діапазоном населення розподілялося таким чином: 30,6 % — особи молодші 18 років, 61,3 % — особи у віці 18—64 років, 8,1 % — особи у віці 65 років та старші. Медіана віку мешканця становила 31,1 року. На 100 осіб жіночої статі у переписній місцевості припадало 97,4 чоловіків;  на 100 жінок у віці від 18 років та старших — 93,1 чоловіків також старших 18 років.
Середній дохід на одне домашнє господарство  становив 43 718 доларів США (медіана — 27 402), а середній дохід на одну сім'ю — 50 643 долари (медіана — 34 722). За межею бідності перебувало 32,3 % осіб, у тому числі 41,1 % дітей у віці до 18 років та 15,0 % осіб у віці 65 років та старших.
Цивільне працевлаштоване населення становило 1040 осіб. Основні галузі зайнятості: освіта, охорона здоров'я та соціальна допомога — 23,7 %, будівництво — 14,5 %, мистецтво, розваги та відпочинок — 11,3 %, публічна адміністрація — 10,2 %.